# 指谷川
指谷川（さしたにがわ）は、徳島県阿波市を流れる吉野川水系の河川である。

## 地理
阿波市土成町秋月の水源から南流、土成町水田・市場町伊月を経て吉野川に合流する。河川名は流域の土成町水田の指谷地区から取られている。下流域の市場町伊月で日吉谷川が合流する。

## 支流
- 日吉谷川
  - 間谷川

## 河川施設
- 指谷川排水機場 - 1986年（昭和61年）に竣工[1]。
- 指谷川樋門 - 徳島県道138号香美吉野線。

## 流域の主な施設
- 徳島自動車道
- 事代主神社